# Frequency
Frequency — десятий студійний альбом англійської групи IQ, який був випущений 26 травня 2009 року.

## Композиції
Автор слів Peter Nicholls, автор музики IQ. 
| #     | Назва                    | Тривалість |
| ----- | ------------------------ | ---------- |
| 1.    | «Frequency»              | 8:29       |
| 2.    | «Life Support»           | 6:28       |
| 3.    | «Stronger Than Friction» | 10:32      |
| 4.    | «One Fatal Mistake»      | 4:54       |
| 5.    | «Ryker Skies»            | 9:45       |
| 6.    | «The Province»           | 13:42      |
| 7.    | «Closer»                 | 8:10       |
| 62:00 |                          |            |

## Учасники запису
- Пітер Нікколлс — вокал
- Майкл Голмс — гітара
- Марк Вестворт — клавішні
- Джон Джовітт — бас-гітара
- Енді Едвардс — ударні